# Pernštejn (hrad)

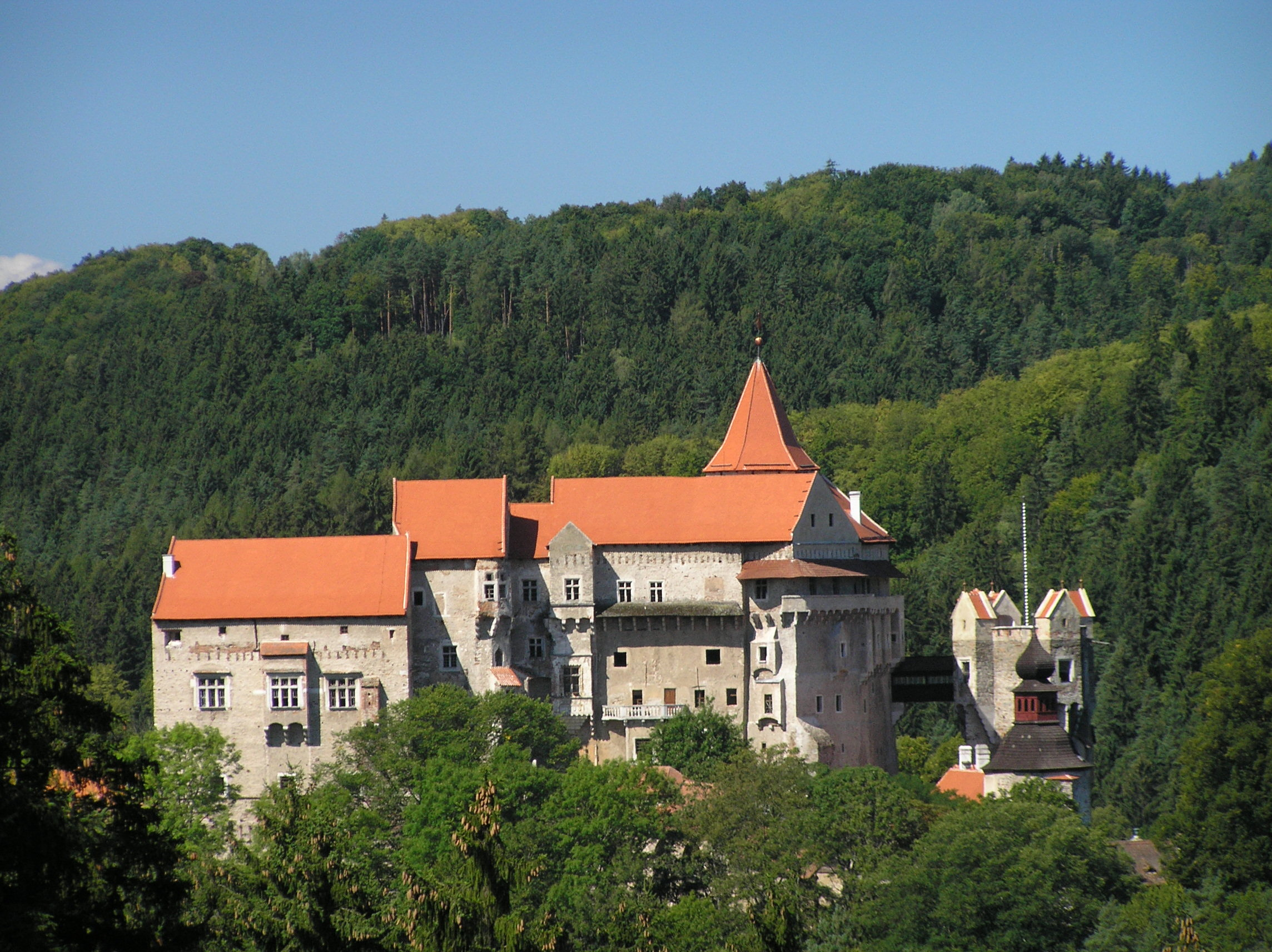
Pernštejn z protějšího kopce

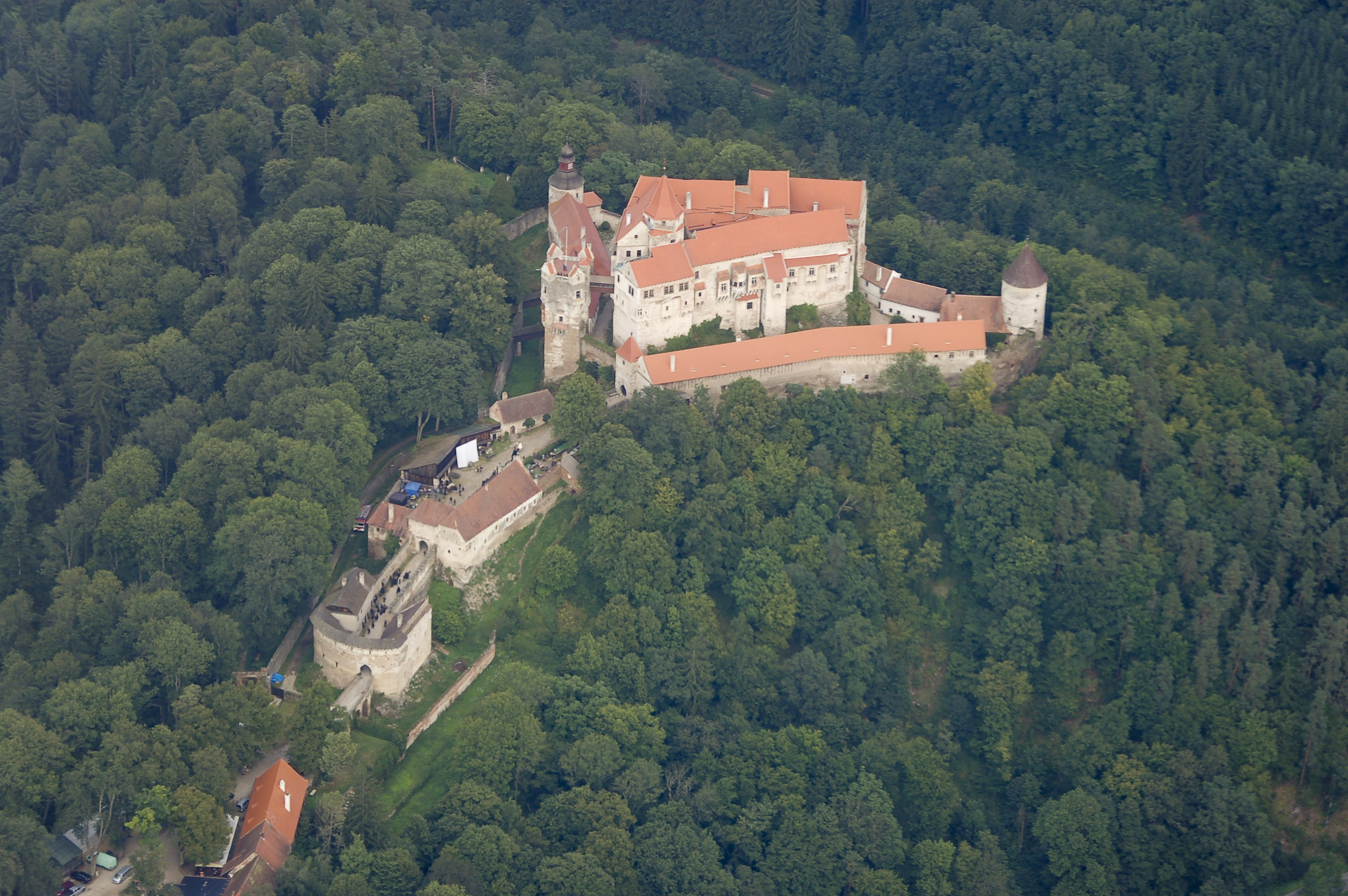
Letecký pohled na hrad

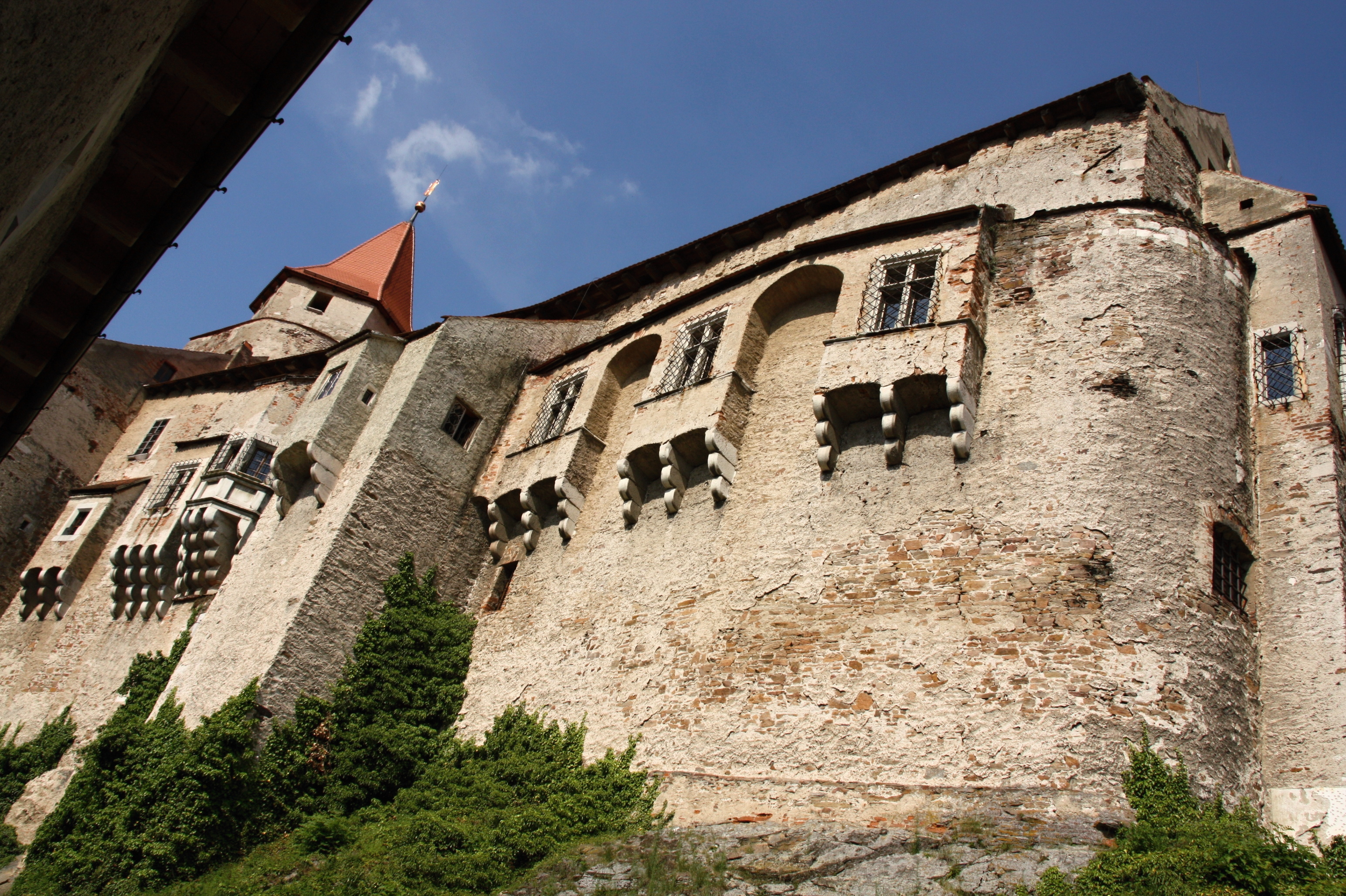
Jádro hradu na skále

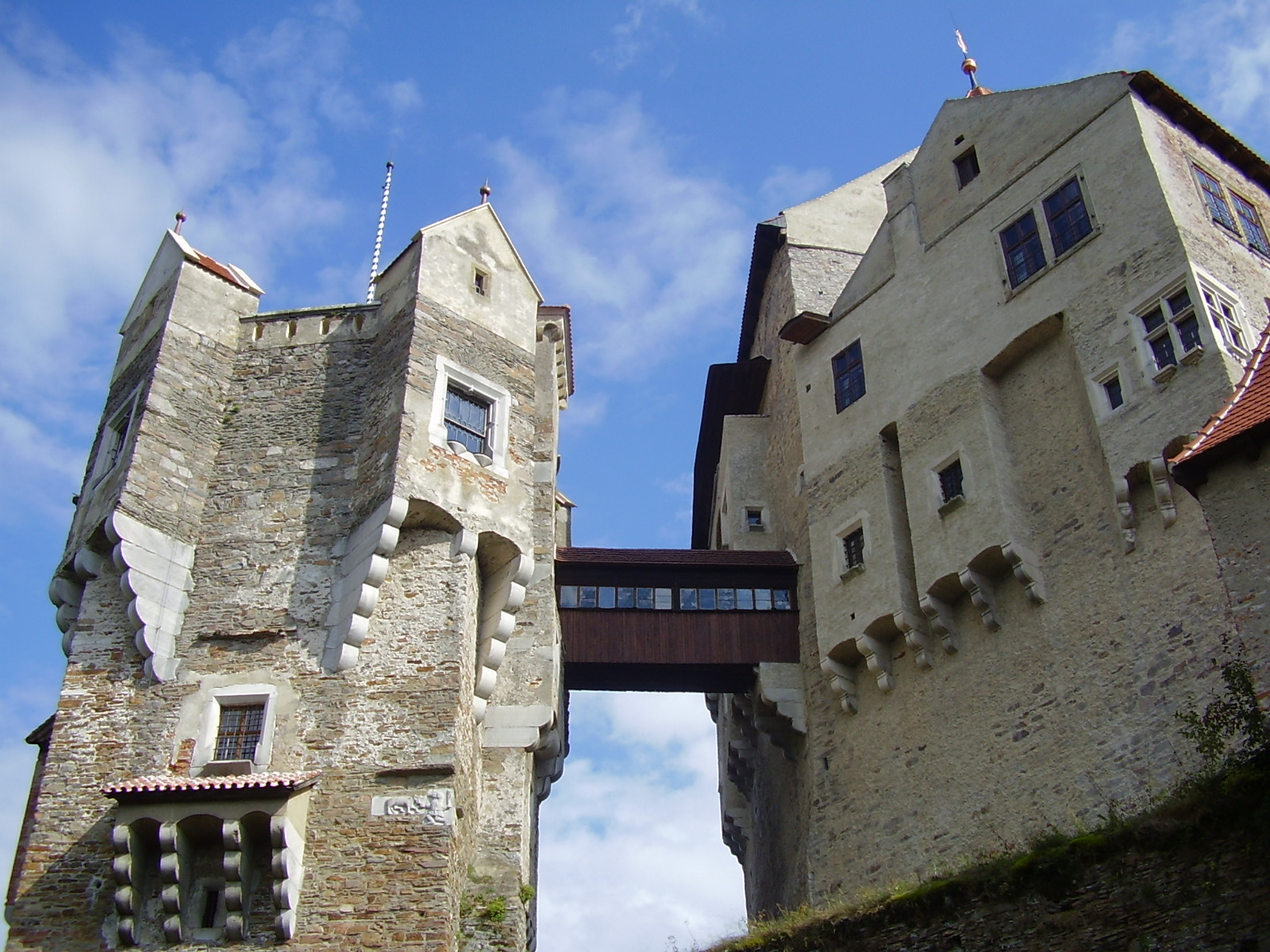
Lávka spojující jádro hradu s hranolovou věží čtyř ročních období

Gotický hrad Pernštejn z poloviny 13. století stojí ve východním okraji Českomoravské vrchoviny, u osady Pernštejn, části městysu Nedvědice, který tvořil jeho podhradí. Stavba klasického raně gotického šlechtického hradu pánů z Pernštejna s jednoduchou bergfritovou dispozicí byla do 16. století několikrát vrcholně i pozdně goticky přebudována a především rozšířena, přesto při přeměně na reprezentativní a pohodlné sídlo neztratila svou obranyschopnost, díky čemuž je Pernštejn řazen k nejvýznamnějším moravským hradům. Je památkově chráněn, v roce 1995 byl prohlášen národní kulturní památkou. Hrad je v majetku České republiky, je zpřístupněný veřejnosti a jeho správou je pověřen Národní památkový ústav.

## Popis
V historických pramenech je první historická zmínka o hradu datována do poslední čtvrtiny 13. století, kdy se roku 1285 uvádí Štěpán z Pernštejna a Medlova. Byla to zpočátku (po jeho založení nejpozději kolem roku 1270) běžná stavba šlechtického hradu bergfritového typu, tvořeného obvodovou hradbou s palácem a bergfritem, břitovou válcovou věží, zvanou později Barborka (dle sv. Barbory, patronky horníků, jejímž atributem je věž). Výjimečný byl právě obranný břit (odrážející střelbu ve směru přístupu k hradu), inspirovaný zřejmě bergfritem královského hradu Veveří, kde předkové Pernštejnů, páni z Medlova, byli panovnickými správci. Moc rodu z Pernštejna rostla a finanční možnosti též, na přelomu 15. a 16. století byla uskutečněna větší přestavba na reprezentační politické a správní centrum. Není známo, kde stavební úpravy začaly, snad byl nejdříve rozšířen palác a na jih od něj bylo vystavěno nové nádvoří. V 15. století byly dostavěny další obytné budovy a vnější hradební zeď. Na nově vybudovaném nádvoří vyrostla reprezentativní stavba s nejrozlehlejší místností na hradě nazvanou Rytířský sál. Pernštejn zakrytím věže Barborky získal výraz mohutné a pevné stavby.
Před příchodem druhé poloviny tisíciletí byly také rozšířeny hradby o účinné věže. Na Pernštejně se ale stavět nepřestalo. Sklípková klenba překlenula vstupní prostor v přízemí. Dále byla dostavěna, v blízkosti Černé brány, knihovna a několik obytných místností. Po obvodu jádra se nacházejí krakorce nejrozmanitějších tvarů nesoucí arkýře a ochozy, typické pro Pernštejn, díky čemuž mají vyšší patra větší objem a plochu než nižší podlaží. Nástěnné malby v ložnici, dětském pokoji a pokoji vychovatelky pocházejí asi z 60. let 18. století. Hradní kapli Obrácení sv. Pavla vymaloval roku 1716 František Řehoř Ignác Eckstein. Začátkem 18. století byla původní výzdoba Rytířského sálu doplněna štukovými reliéfy G. A. Corbelliniho. Hrad Pernštejn je zajímavý svým složitým stavebním vývojem a proměnou středověkého hradu v barokní moravskou zemskou pevnost, ceněné jsou také architektonické detaily a sochařská i malířská výzdoba. Hradu se také někdy říká „mramorový“ pro hojné využití místního nedvědického mramoru při jeho stavbě.

## Historie

### Jméno hradu
Jméno Pernštejn je nejčastěji spojováno s německým výrazem Bärenstein, v překladu „medvědí kámen“, v mineralogii také jantar. V podhradí totiž protéká říčka Nedvědička (tj. medvědí potok podle medvěda či medvědice – ve staročeštině „nedvědice“) a nachází se městečko Nedvědice. Poněmčené názvy nejsou pro tuto dobu v českých zemích ojedinělé, byla to poměrně módní záležitost. Slovo „medvěd“ se objevuje jak v původním (jihomoravském) predikátu pánů z Medlova,[zdroj⁠?!] tak i v německém názvu hradu Pernštejna.

### Obléhání a střechy
Největší vojenskou katastrofou Pernštejna bylo obléhání hradu Švédy v roce 1645. Tehdy zřejmě přišla o svou dřevěnou vrchní část Hranolová věž (s druhým horním spojovacím mostkem). Při ostřelování přišla o své nejvyšší patro také věž nad třetí hradní bránou, které už pak nikdy nebylo zrekonstruováno. Hradu však obléhání Švédy paradoxně i prospělo, došlo k němu v údobí, kdy se do objektu již příliš neinvestovalo. Jeho odolnost prokázaná právě v roce 1645 totiž zapříčinila, že byl Pernštejn zařazen mezi udržované zemské pevnosti. Do konce 18. století však byly postupně všechny původní goticko-renesanční vysoké a zdobné střechy (krovy), dobře patrné na obraze hradu hlásícím se do 16. století, nahrazeny stávajícím (nízkým) jednoduchým zastřešením. Zanikaly také všechny kryté dřevěné střelecké ochozy hradeb i barbakánu a z obvodového vnějšího ochozu na mramorových krakorcích kolem celého paláce zůstalo jen torzo.

### Majitelé
Počátky rodu pánů z Pernštejna sahají do druhé poloviny 13. století, kdy se příslušníci jedné z větví jihomoravského rodu pánů z Medlova rozhodli vybudovat na skalnaté ostrožně nad říčkou Nedvědičkou své nové sídlo – Pernštejn. Záhy pak odložili svůj původní predikát z Medlova a rod se podle svého nového sídla začal označovat z Pernštejna. Pernštejnům hrad patřil až do roku 1596, kdy jej Jan V. z Pernštejna musel prodat. Na hradě se následně vystřídalo několik majitelů. Hrad koupil Pavel Katarin z Kataru, od jeho synů získal Pernštejn koupí roku 1609 Adam Lev Licek z Rýzmburka, jehož vdova Ester Sejdlicová ze Šenfeldu si roku 1623 vzala hraběte Kryštofa Pavla z Lichtenštejn-Kastelkornu. Od Lichtenštejnů hrad koupil roku 1710 vládní rada František ze Stockhammeru, od roku 1798 byl v držení Ignáce Schröffela z Mannsberku. Jeho dcera Josefina se roku 1818 provdala za hraběte Viléma Mitrovského z Nemyšle. V držení rodu zůstal hrad do roku 1945. Protože Mitrovští neměli finanční prostředky na plánovanou romantizující přestavbu hradu, zachoval se dodnes v původní goticko-renesanční podobě.
Dne 2. října 1809 se, jako syn hospodářského správce hradu, narodil Antonín Emil Titl, český kapelník a hudební skladatel. Napsal mimo jiné i operu Die Burgfrau (Brno 1832) o Bílé paní pernštejnské.

### Požár roku 2005
V pátek 15. dubna 2005 okolo šesté hodiny začalo v bývalé sýpce (dnešním depozitáři) hořet. Jako první na místo dorazili hasiči z Nedvědice, po nich profesionální hasiči z Bystřice nad Pernštejnem a další jednotky z okolí. Povolaní hasiči byli v obtížné situaci, neboť nebylo možné se s těžkou technikou dostat na třetí nádvoří. V depozitáři bylo umístěno asi 800 předmětů, převážně obrazy a nábytek z 18. a 19. století. Cenné předměty byly vystavené v prohlídkových trasách, aby je mohli spatřit návštěvníci, proto nebyly požárem zasaženy.

### 21. století
V roce 2017 začíná projekt obnovy terasovité zahrady na jihozápadním úbočí hradního ostrohu.
| Rok  | Počet návštěvníků |
| ---- | ----------------- |
| 2015 | 70 937            |
| 2016 | 114 288           |
| 2017 | 80 344            |
| 2018 | 75 705            |

## Pověsti

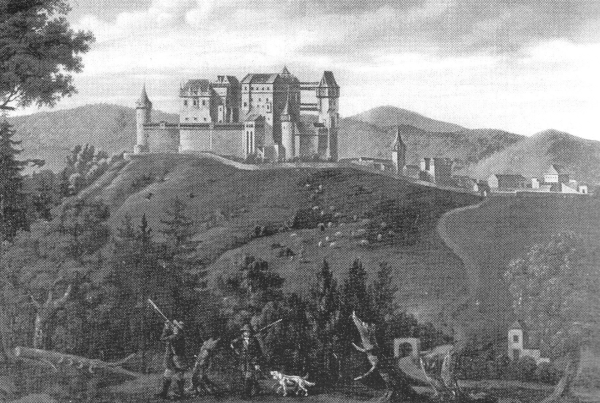
Pernštejn roku 1557

### O tisu
V areálu hradu roste prastarý tis, ke kterému se pojí pověst. Ještě jako hůl jej zde před zahájením stavby Pernštejna zanechal starý pocestný, který nevěřil, že se stavitelům podaří na skále postavit hrad. Ti mu odpověděli, že nestaví z jeho víry, ale z kamene. Pocestného odpověď zarazila, zarazil svou hůl do země a prohlásil, že uvěří teprve, když se hůl zazelená. Během pokračující stavby se prý hůl ujala, zazelenala a vyrostl z ní statný tis. Od té doby se říká, že osud stromu je svázán s osudem hradu. Urve vichřice stromu větev, padne kus věže a proto byl strom odpradávna pečlivě ošetřován a chráněn. Zanikne-li tis, je s Pernštejnem konec.

### O parádivé komorné a zrcadlu
Mladá dívka Eliška se neustále parádila, shlížela v zrcadle a zanedbávala své povinnosti. Když jednou chyběla na mši, všiml si toho starý mnich a šel ji hledat. Objevil ji opětovně u zrcadla. Připomněl jí, že zmeškala začátek mše, ale služka se na něj hrubě obořila. To kněze rozzlobilo natolik, že dívku proklel a ona se propadla do země. Od těch dob prý bloudí chodbami Pernštejna jako bílá paní. Zrcadlo, před kterým trávila parádivá Eliška tolik času, je od těch dob také prokleté. Která žena nebo dívka se do něj zadívá, do roka ztratí veškerou svou krásu. Existuje i jiná pověst, která říká, že bílá paní není komorná, ale šlechtična.

### Bílá paní
Měla jí být (kromě komorné Elišky) kdysi statečná dcera hradního pána Žibřida (potomka uhlíře Věnavy či jeho syna Vojtěcha). Když byl hrad obléhán, rozhodl se jej hradní pán vydat bez boje. Odvážná dívka byla odhodlána plány otce zhatit, a tak ji zabil. Později se svého činu zhrozil a dal ji slavnostně pohřbít v kryptě hradní kaple. Pár dní po smutečním obřadu se chodbami začal procházet přízrak dívčí postavy. Nadobro prý zmizel až po smrti posledního potomka rodu Pernštejnů.

## Hrad ve filmu a televizi
Hrad se objevil v následujících filmech a seriálech (nekompletní výčet):
- Kam čert nemůže (1959)
- Případ pro začínajícího kata (1969)
- Princezna na hrášku (1976)
- Jak se budí princezny (1978, režie: Václav Vorlíček)
- Upír Nosferatu (1979, režie: Werner Herzog)
- Tři zlaté vlasy děda Vševěda (1981)
- Sůl nad zlato (1982)
- Návštěvníci (1983)
- Dobrodružství Quentina Durwarda (1988, režie: Sergej Tarasov)
- Dobrodružství kriminalistiky (1989)
- Princezna Fantaghiro (1991)
- Sedmero krkavců (1993, režie: Ludvík Ráža)
- V erbu lvice (1994)
- Sen o krásné panně (1994)
- Sněhurka – Příběh hrůzy (1997)
- Můj obr (1998)
- Johanka z Arku (1999, režie: Luc Besson)
- Červený bedrník (1999)
- O ztracené lásce (2002)
- Čert ví proč (2003, režie: Roman Vávra)
- Van Helsing (2004)[8]
- Bathory (2008, režie: Juraj Jakubisko)
- Šťastný smolař (2012, režie: Jiří Strach)
- Jak si nevzít princeznu (2021, režie: Karel Janák)
- Nosferatu (2024, režie: Robert Eggers)

## Fotogalerie

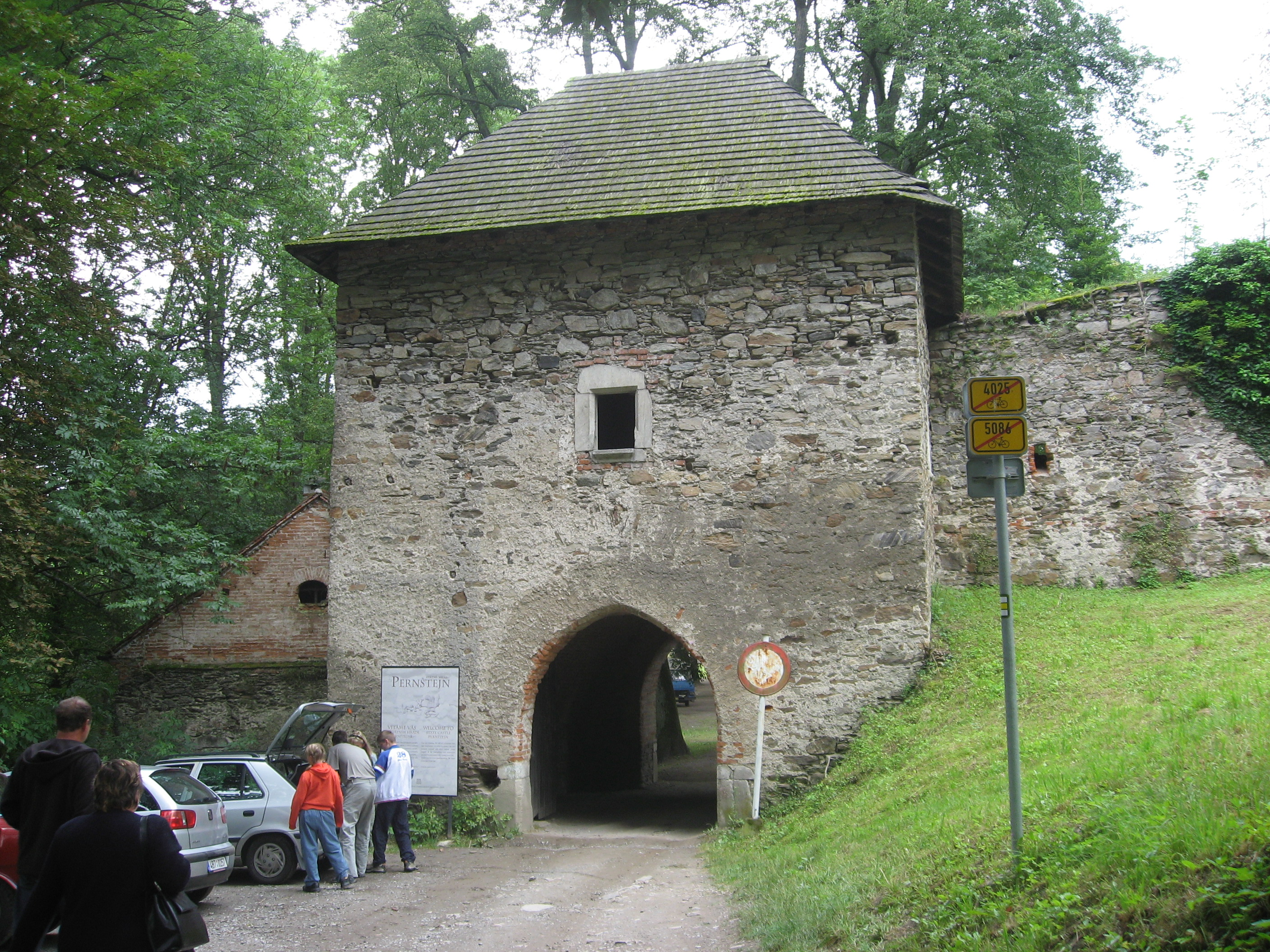
První brána
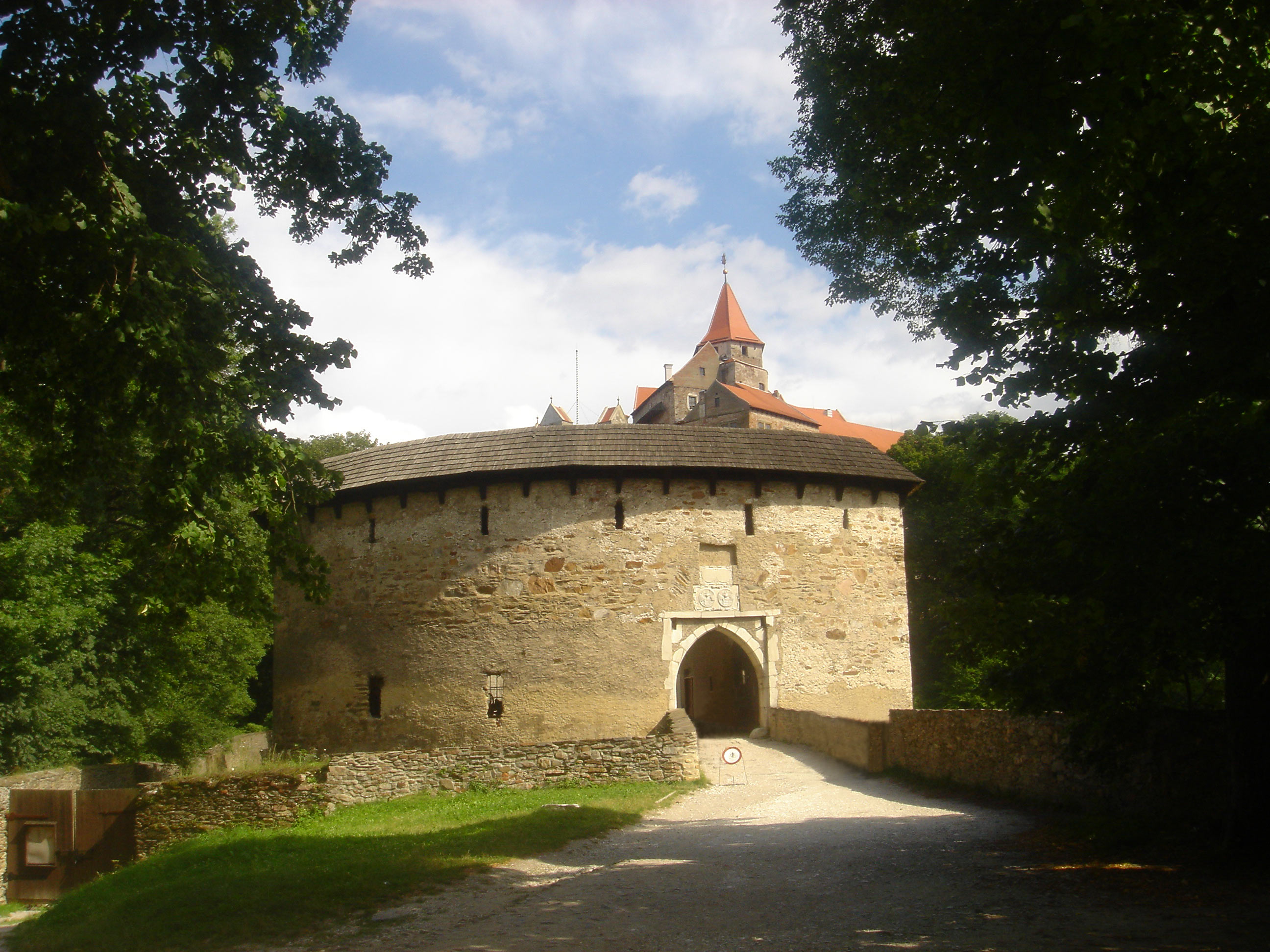
Barbakán
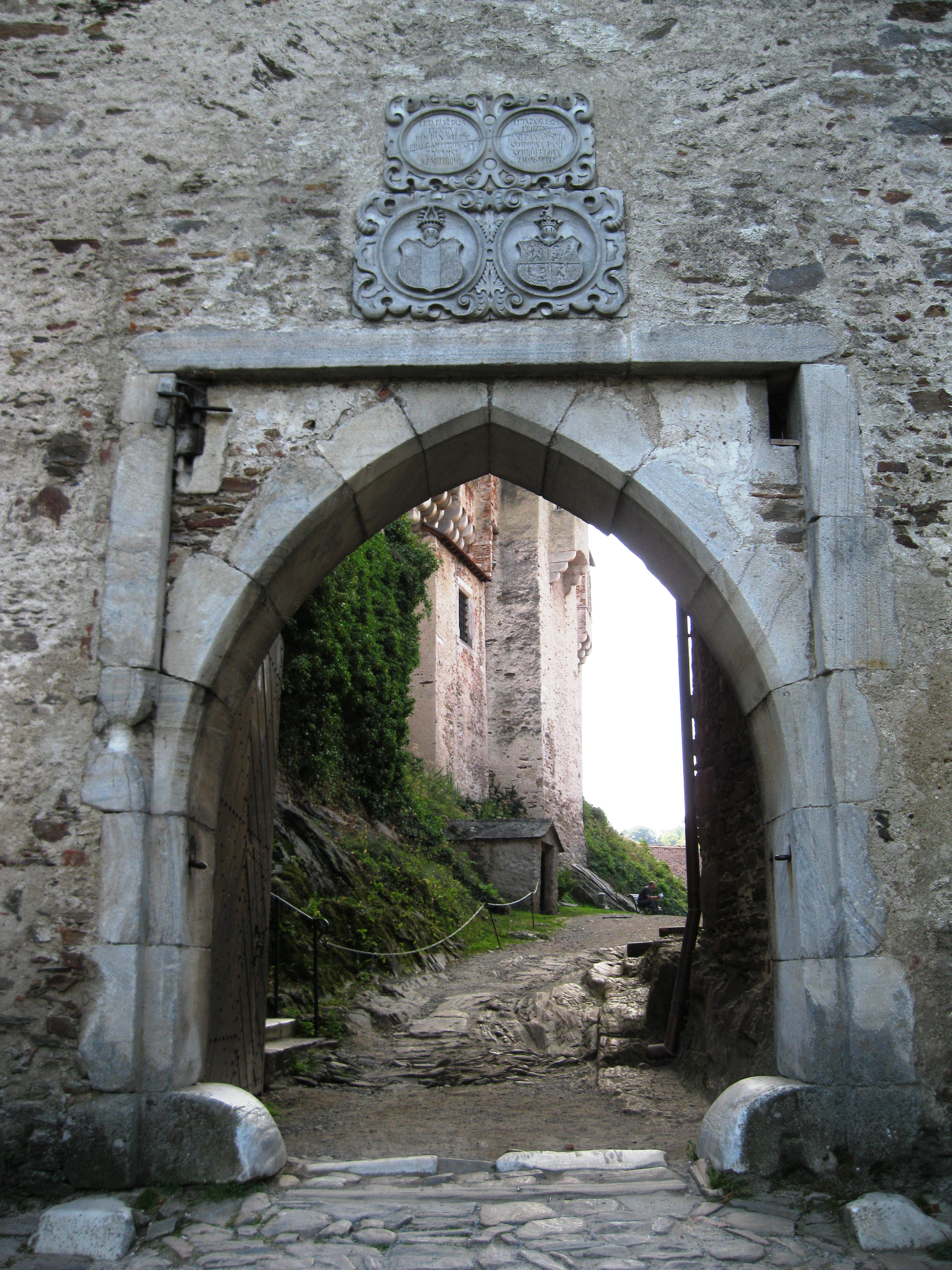
Čtvrtá brána
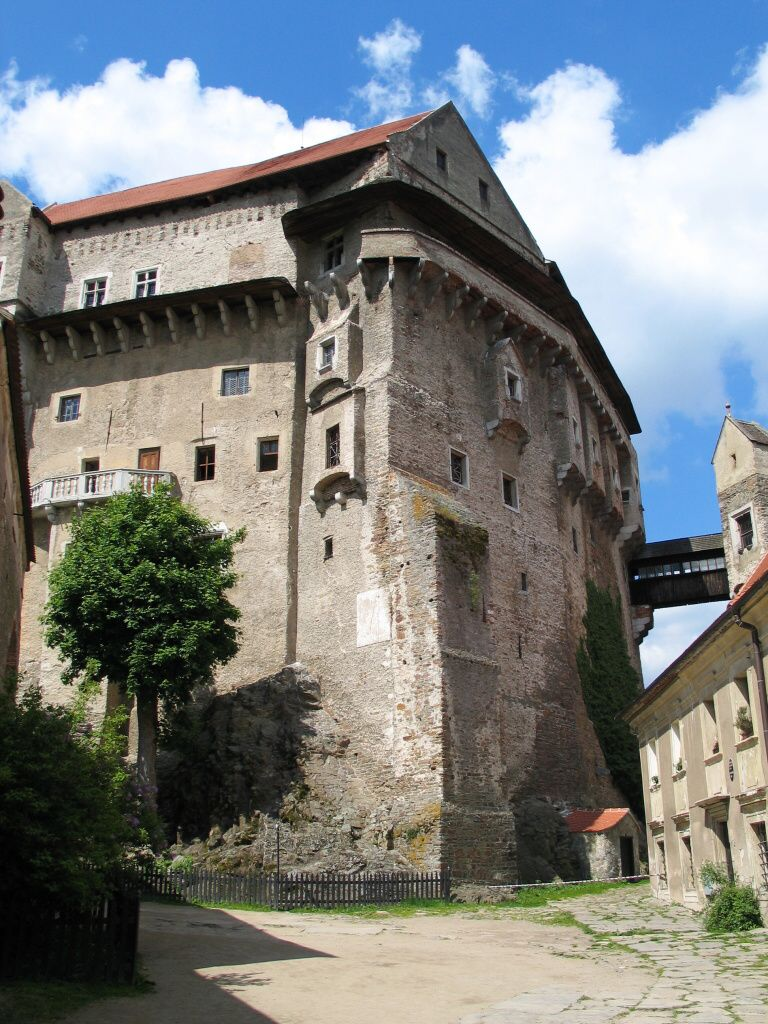
Jádro hradu
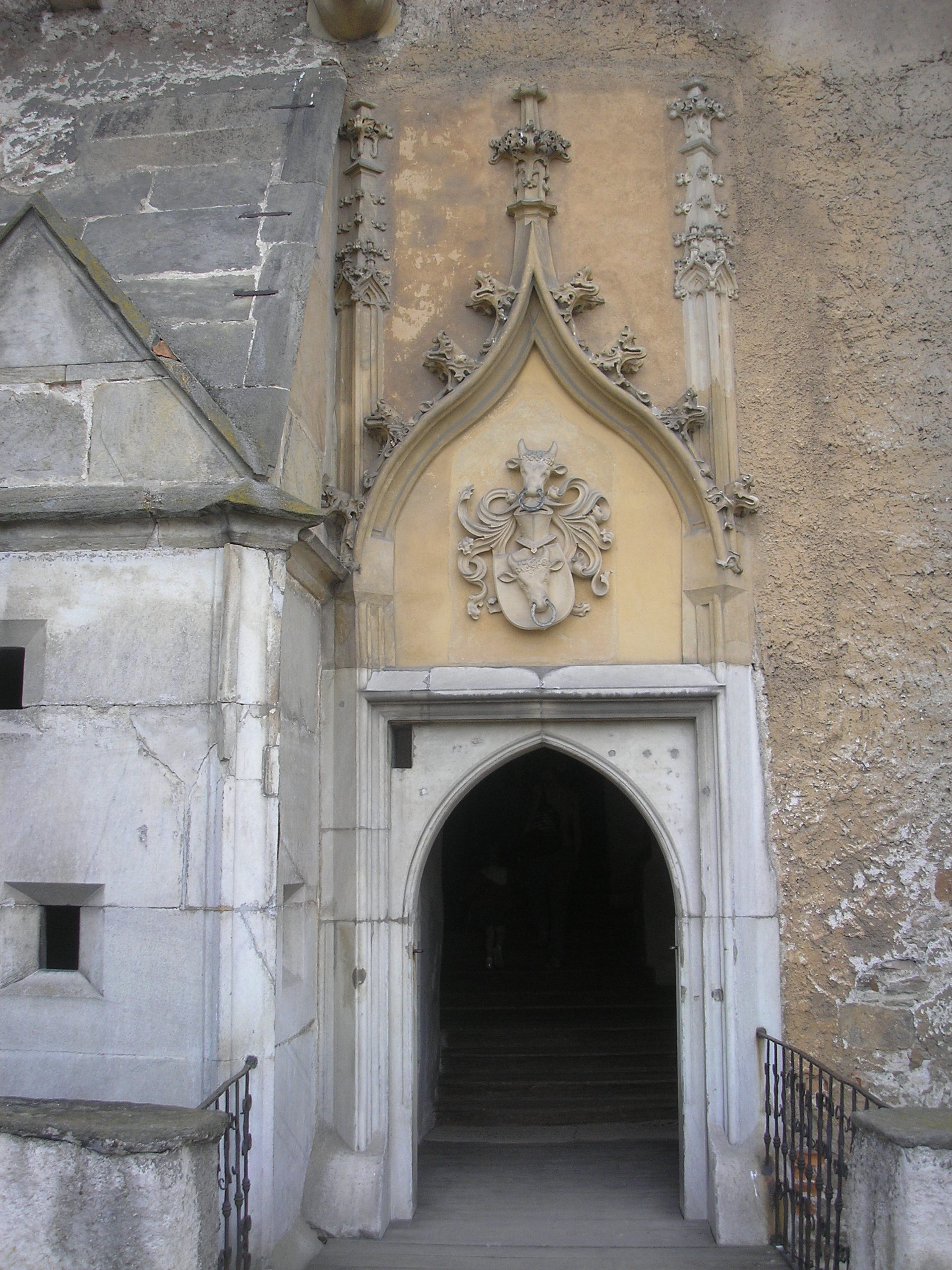
Vchod do jádra hradu
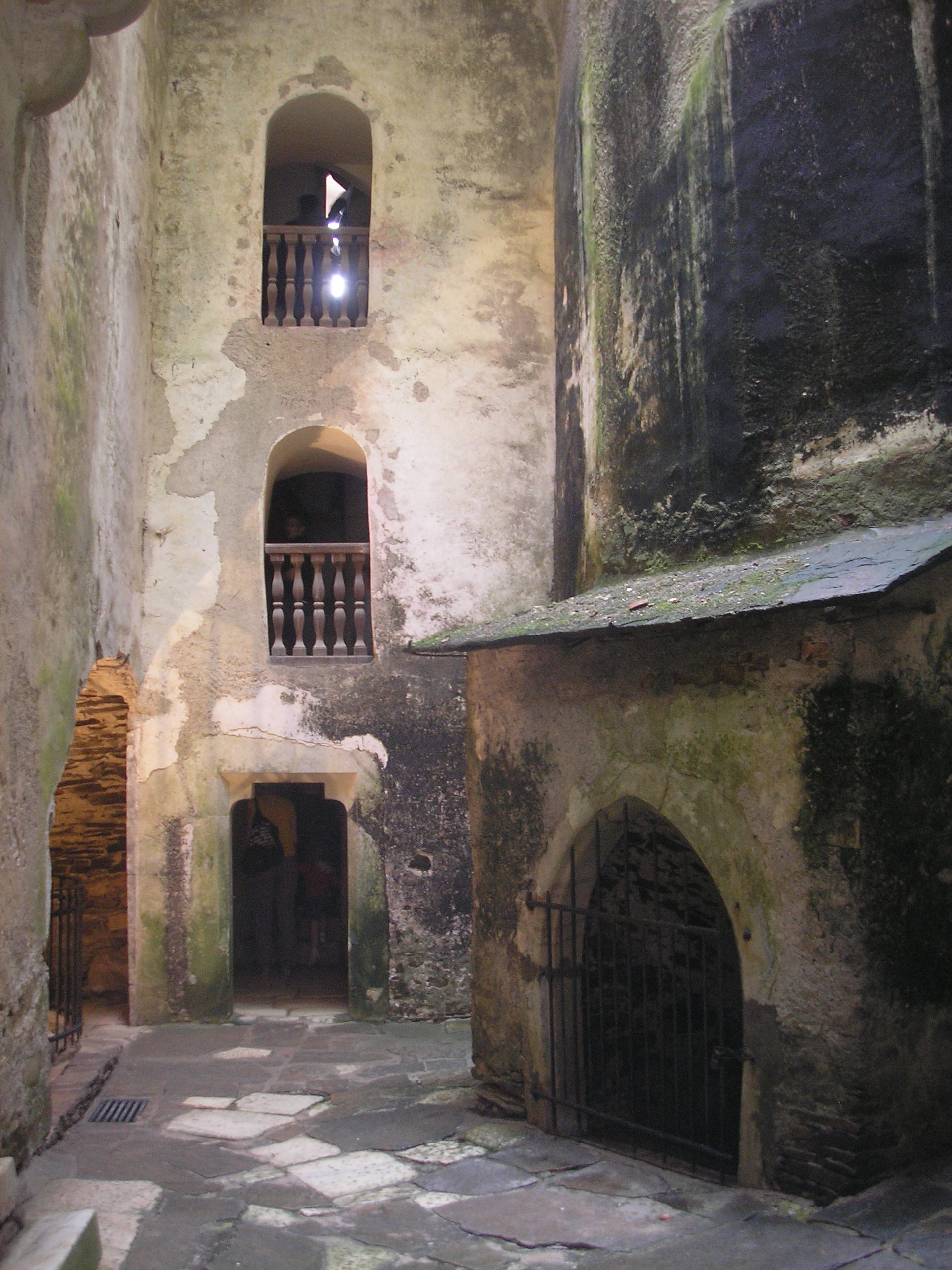
Dvorek mezi paláci
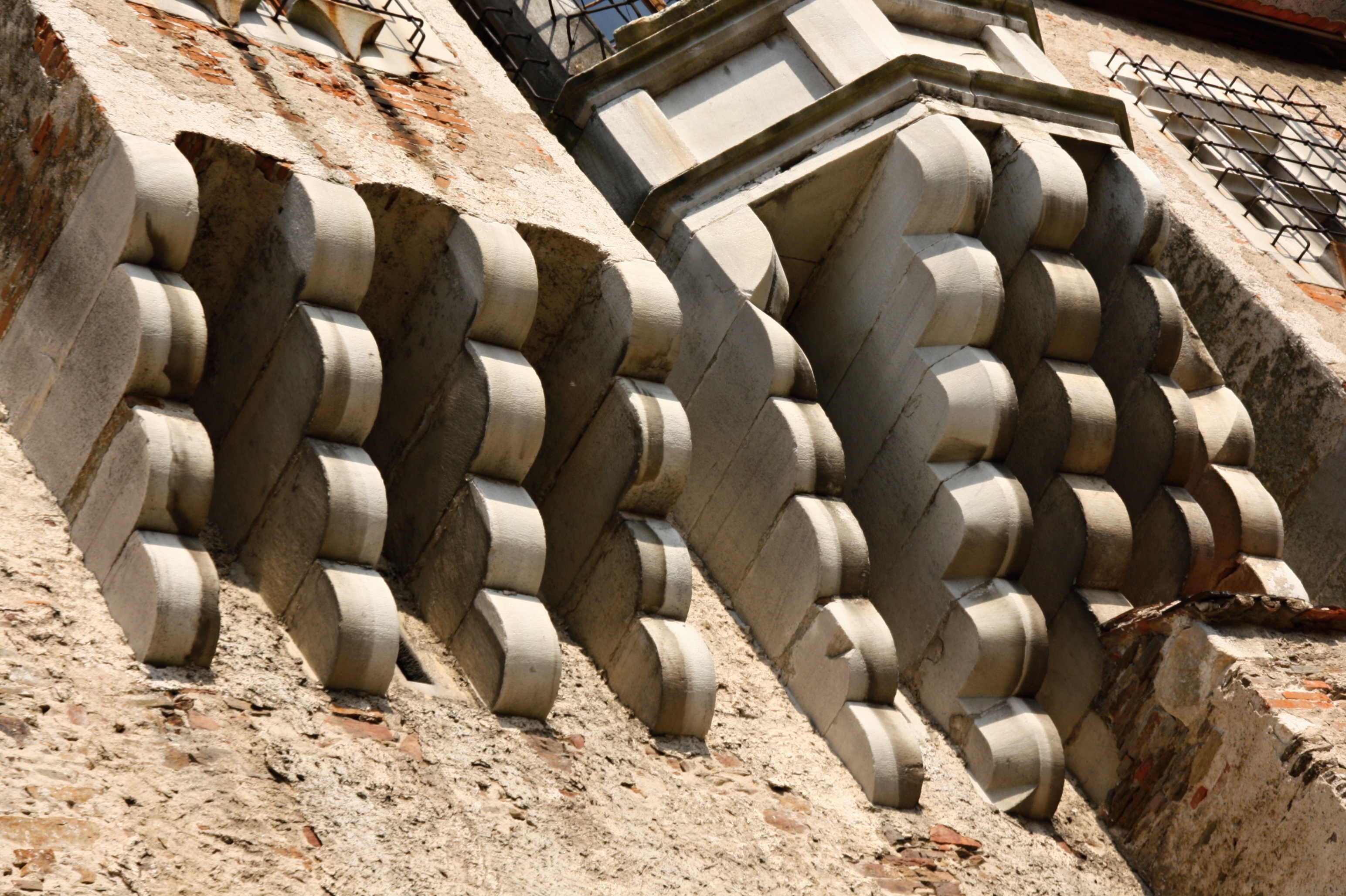
Detail krakorců
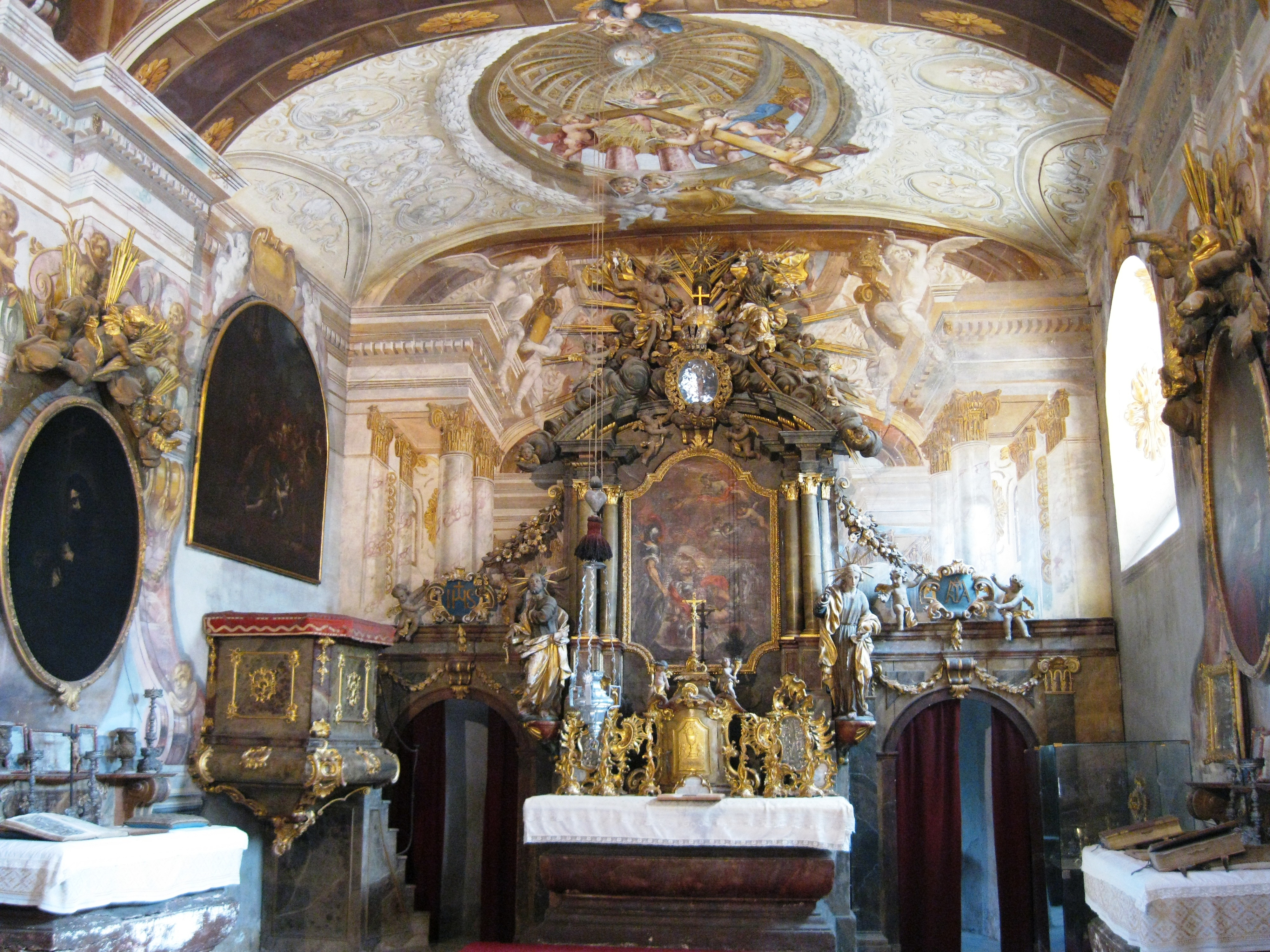
Interiér hradní kaple
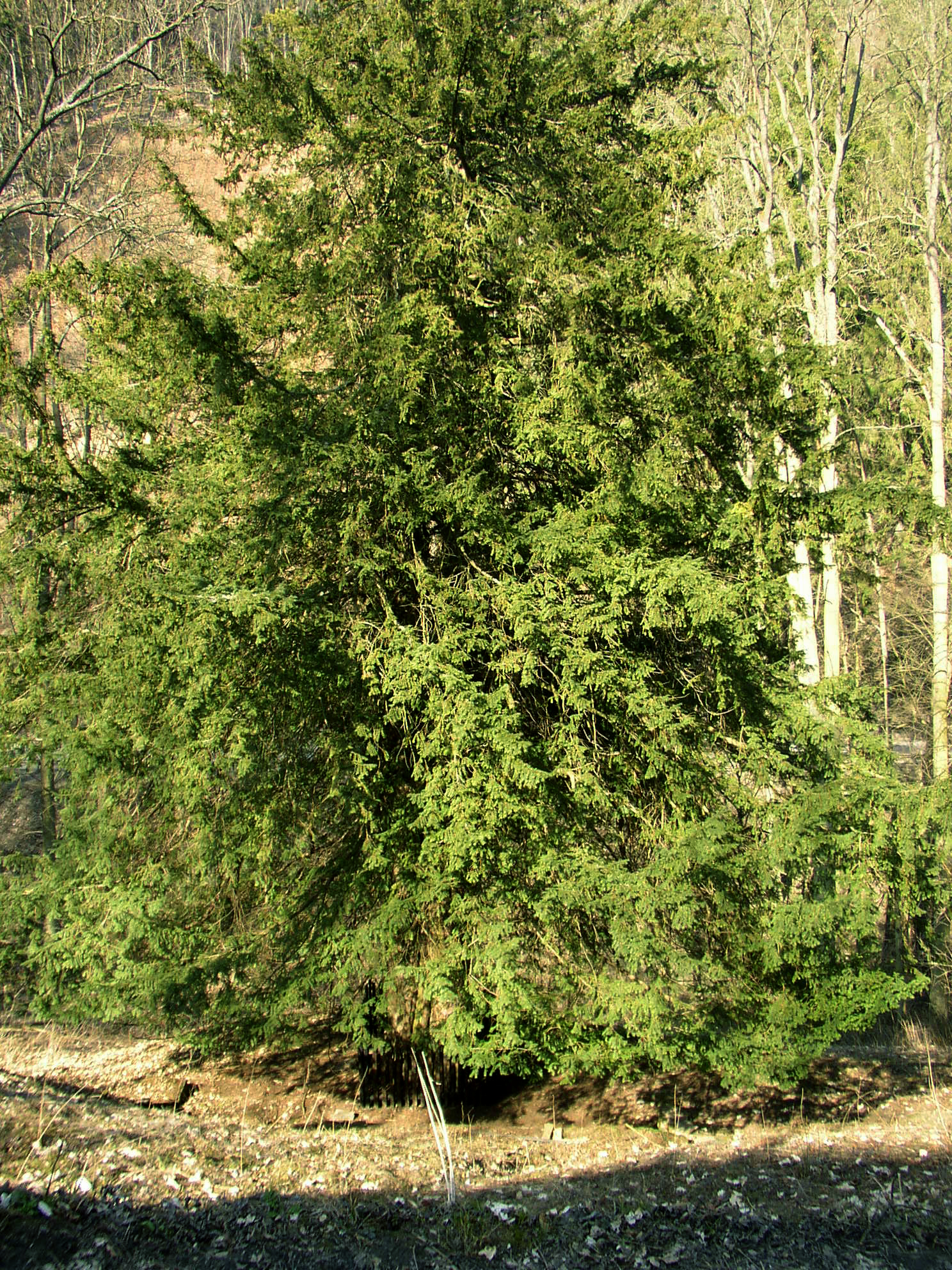
Tis u hradu Pernštejn
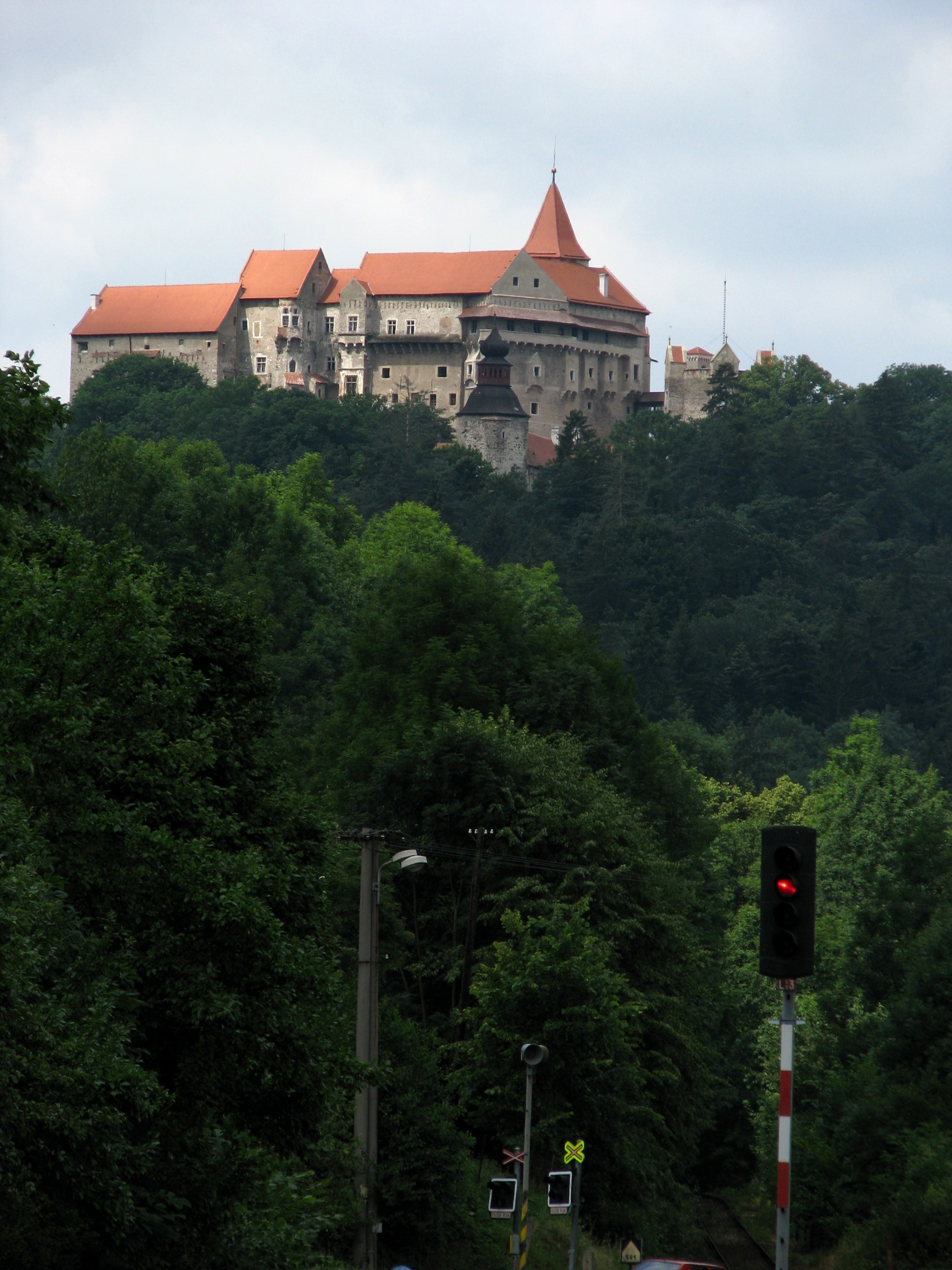
Pohled na hrad z Nedvědice
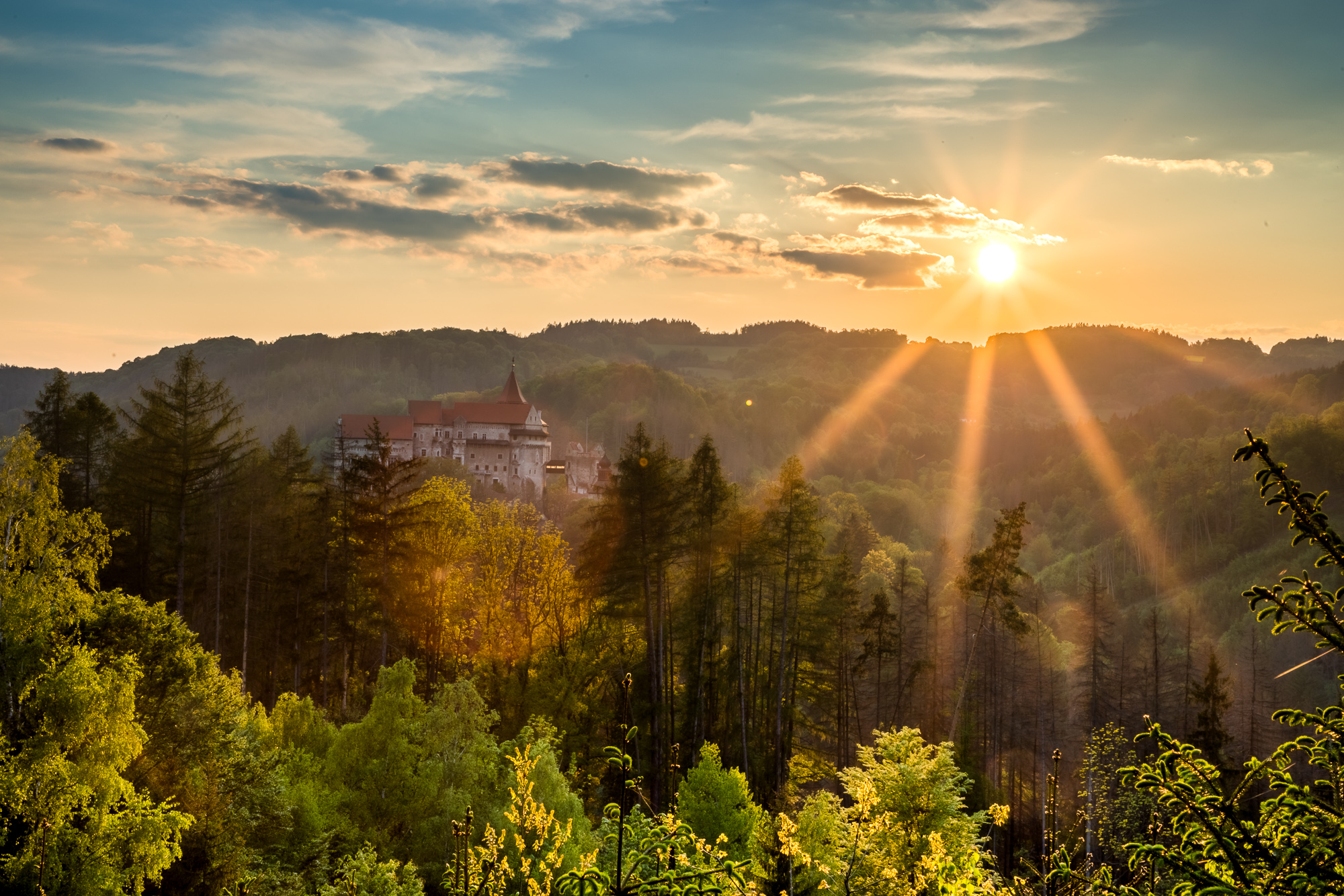
Pernštejn z vyhlídky od cesty na Sejřek